# Fårad dyngbagge
Fårad dyngbagge (Aphodius subterraneus) är en skalbaggsart som först beskrevs av Carl von Linné 1758.  Fårad dyngbagge ingår i släktet Aphodius, och familjen bladhorningar. Enligt den finländska rödlistan är arten starkt hotad i Finland. Enligt den svenska rödlistan är arten akut hotad i Sverige. Arten förekommer i Götaland och Svealand. Arten har tidigare förekommit på Gotland, Öland och Nedre Norrland men är numera lokalt utdöd. Artens livsmiljö är torra gräsmarker.